# Niemojowice
Niemojowice – wieś w Polsce, położona w województwie łódzkim, w powiecie opoczyńskim, w gminie Żarnów.
| SIMC    | Nazwa               | Rodzaj     |
| ------- | ------------------- | ---------- |
| 0557955 | Górki Niemojowskie  | przysiółek |
| 0557961 | Niemojowice-Kolonia | kolonia    |

Prywatna wieś szlachecka, położona była w drugiej połowie XVI wieku w powiecie opoczyńskim województwa sandomierskiego. W latach 1975–1998 miejscowość administracyjnie należała do województwa piotrkowskiego.
W grudniu 2012 odbyło się otwarcie Domu Pomocy Społecznej w Niemojowicach.
Wierni Kościoła rzymskokatolickiego należą do parafii św. Mikołaja w Żarnowie.